# تسلیم‌شده
"تسلیم شده"(به انگلیسی: Given up) یک ترانه از گروه راک آمریکایی لینکین پارک است. این ترانه به عنوان چهارمین تک‌آهنگ آلبوم دقایقی تا نیمه‌شب در ۳ مارج ۲۰۰۸ منتشر شد. این ترانه اگرچه نتوانست موفقیتی که انتظار می‌رفت را کسب کند اما به بالای لیست "برترین‌های راک مدرن" و "برترین‌های راک جریانی" رسید.

## اطلاعات پس زمینه
نسخهٔ به کار رفتهٔ "تسلیم شده" در بازی موزیکال "انقلاب راک" (به انگلیسی: Rock Revolution) در "ایکس باکس ۳۶۰"، "پلی استیشن ۳" و "نینتندو Wii" به علت وجود ناسزا به شدت سانسور شده‌است.
این ترانه به دلیل جیغ بلند ۱۸ ثانیه‌ای چستر بنینگتون سنگین‌ترین آهنگ آلبوم دقایقی تا نیمه‌شب است. در اجراهای زندهٔ این ترانه، این فریاد به دو بخش ۹ ثانیه‌ای تقسیم می‌شود تا بنینگتون نفس بگیرد اما در بیشتر اجراها سعی شده این فریاد کامل اجرا شود. صدای جرینگ آغاز ترانه ترکیبی از صدای برخورد کلیدهای برد دلسون و کف زدن پی در پی مایک شینودا است. این ترانه برای تبلیغات فیلم کرانک۲:ولتاژ بالا (که چستر بنینگتون هم در آن ایفای نقش می‌کند) استفاده شده‌است.

## موزیک ویدیو
ویدئوی "تسلیم شده" به کارگردانی "Mark Fiore" شامل صحنه‌هایی از اجرای زندهٔ این ترانه است. صحنه‌های این موزیک ویدئو به صورت بریده بریده، ناهموار و همراه با جلوه‌های ویژه و افکت‌های تصویری و تغییر رنگ نشان داده می‌شوند. علاوه بر گروه در حال اجرا، صحنه‌های فلش مانند مختلفی همچون قطعاتی از ویدیوهای یک قدم نزدیک‌تر، تکه کاغذ، آنچه من انجام داده‌ام، کرخت و شکستن عادت دیده می‌شود.

## رتبه در جدول
از بین ترانه‌های آلبوم دقایقی تا نیمه‌شب، "تسلیم شده" دارای کمترین موفقیت در چارت‌ها بود.
| جدول ۲۰۰۷                                | رتبه در جدول |
| ---------------------------------------- | ------------ |
| تک‌آهنگ‌های انگلستان                       | ۲۹           |
| جدول راک انگلستان                        | ۴            |
| بیلبورد ۱۰۰ برتر آمریکا                  | ۹۹           |
| بیلبورد آمریکا: پاپ ۱۰۰                  | ۷۸           |
| بیلبورد آمریکا: برترین آهنگ‌های جریانی    | ۵            |
| بیلبورد آمریکا: هات‌ترین آهنگ‌های راک مدرن | ۴            |